# Veterinärakademie der Litauischen Universität für Gesundheitswissenschaften
Die Veterinärakademie der Universität für Gesundheitswissenschaften Litauens (früher die Litauische Veterinärakademie; lit. Lietuvos veterinarijos akademija, LVA) ist eine Bildungseinrichtung mit universitärem Rang in Kaunas, Litauen. Das Hauptgebäude ist im Stadtteil Vilijampolė.

## Geschichte
Die Geschichte der Akademie beginnt 1922 mit der Gründung einer Veterinärabteilung an der Universität Litauens. 1936 wurde die Veterinärakademie als eigenständige Bildungseinrichtung ausgegliedert.
1960 wurde das Litauische Veterinärforschungsinstitut (Lietuvos veterinarijos mokslinio tyrimo institutas) in Kaišiadorys gegründet. Im selben Jahr errichtete man die Abteilung für infektiöse Infektionskrankheiten von landwirtschaftlichen Tieren und Vögeln (Žemės ūkio gyvulių ir paukščių užkrečiamųjų ligų skyrius). Später wurde an dieser Abteilung das Labor für Tierwachstumskrankheiten (Gyvulių prieauglio ligų laboratorija) eingerichtet.  Dem Institut standen 4 multidisziplinäre Versuchsfarmen zur Verfügung: in Baisogala, Šeduva, Vėriškiai (alle im Rajon Radviliškis) und Merkys-Farm in Paluknys (Rajon Trakai).
2001 wurden die bis dato selbständigen wissenschaftlichen Institute für Viehzucht in Baisogala und das Veterinärinstitut in Kaišiadorys der Akademie angeschlossen. Jetzt gibt es LSMU-Institut für Tierwissenschaften.

## Absolventen
- Zenonas Petras Adomaitis (1945–2016), Politiker, Mitglied des Seimas
- Tautvydas Barštys (* 1958), Manager und Unternehmer, Politiker von Kaunas
- Mindaugas Bastys (* 1965), Politiker, Seimas-Mitglied
- Rimantas Diliūnas (* 1953), Politiker, Bürgermeister von Kėdainiai
- Stanislovas Giedraitis (* 1947), Politiker
- Kęstutis Juknis (* 1959), Politiker
- Edvardas Karečka (* 1942), Politiker, Mitglied des Seimas
- Edmundas Zenonas Malūkas (* 1945), Autor und Politiker, Bürgermeister von Trakai
- Vygandas Paulikas (*  1940), Veterinärmediziner und Helmintologe, Professor
- Alfredas Pekeliūnas (* 1948),  Agrarunternehmer und Politiker, Parlamentsvizepräsident (2004–2008)
- Balys Vilimas (*  1944), Politiker, Bürgermeister der Rajongemeinde Zarasai